# Ottawa Nationals
Ottawa Nationals var en professionell ishockeyklubb i Ottawa, Ontario, som spelade i World Hockey Association under premiärsäsongen 1972–73.
Nationals spelade sina hemmamatcher i Ottawa Civic Centre, men trots slutspel svek publiken laget vilket gjorde att ägaren efter säsongen sålde klubben som då blev Toronto Toros. Lagets tränare var Billy Harris.